# Kari Wahlgren
Kari Wahlgren (sinh ngày 13/7/1977) là một diễn viên điện ảnh, diễn viên kịch, diễn viên lồng tiếng người Mỹ. Cô đã lồng tiếng hàng chục tựa anime nói tiếng Anh. Vai đầu tiên của cô là một trong các nhân vật chính của FLCL, Haruko Haruhara. Cô có một vai diễn trực tiếp trong vai Tinker Bell trong bộ phim năm 2003 của Damion Dietz Neverland. Cô lồng tiếng nhân vật hỗ trợ Mindy trong phim năm 2008 Walt Disney Animation Studios Bolt, Haruhara Haruko trong Gainax's OVA FLCL, và chương trình máy tính Jean trong phim thử nghiệm năm 2009 Virtuality. Cô được phỏng vấn trong bộ phim tài liệu năm 2008 Adventures in Voice Acting. Cô hiện đang đóng vai chính trong sô diễn Disney XD Kick Buttowski: Suburban Daredevil trong vai Honey Buttowski và sô diễn Disney Channel Fish Hooks trong vai bạn của Bea là Shellsea, và vai "Helen" trong Wizards of Waverly Place. Cô cũng diễn trong vai "Mud Girl" trong phim thương mại Swiffer.

## Danh sách phim

### Movies
Lead roles in bold
- Aliens in the Attic – Razor (lồng tiếng)
- Bolt – Mindy (lồng tiếng)
- Dead Space: Aftermath Rin
- Galerians: Rion – Lilia (voice)
- Tinker Bell and the Pixie Hollow Games – Ivy (lồng tiếng)
- Tangled – Queen, Additional Voices
- Tangled Ever After- Queen (voice)
- Wizards of Waverly Place - Helen (2 tập)

## Chương trình truyền hình (Hoạt hình)
Phineas and Ferb-Suzy Johnson (lồng tiếng)
Dc Super Hero Girls (lồng tiếng)